# Oteha
Oteha  est une banlieue de la cité d’Auckland, qui est sous la gouvernance locale du  Conseil d’Auckland dans l’île du Nord de la Nouvelle-Zélande. 

## Situation
Le secteur est défini par Oteha Valley Road au nord, East Coast Road à l’est, Spencer Road au sud et l’autoroute nord d’Auckland à l’ouest. 
Jusqu’à la toute fin du XXe siècle, la zone était essentiellement rurale.

## Démographie
Oteha couvre 1,30 km2 et a une population  estimée à 5 340 habitants en juin 2022 avec une densité de population de 4 108 personnes par km2.
Oteha avait une population de 5 112 habitants lors du recensement néo-zélandais de 2018 , en augmentation de 603 résidents (13,4 %) depuis le recensement de 2013 et une augmentation de 2 079 personnes (68,5 %) depuis le recensement de 2006 en Nouvelle-Zélande.
Il y a 1 665 logements, comprenant 2 433 hommes et 2 679 femmes, donnant un sexe-ratio de 0,91 homme pour une femme, avec 1 023 personnes (20,0 %) âgées de moins de 15 ans, 1 155 personnes (22,6 %) âgées de 15 à 29 ans, 2 391 personnes (46,8 %) âgées de 30 à 64 ans et 546 personnes (10,7 %) âgées de 65 ans ou plus.
L’ethnicité est pour 37,0 % européens/Pākehā, 2,4 % Māori, 1,5 % personnes venant du Pacifique (en), 58,3 % d’origine asiatique (en) et 5,0 % d’une autre ethnicité. Les personnes peuvent s’identifier de plus d’une ethnicité en fonction de leur parenté.
Le pourcentage de personnes nées outre-mer est de 67,1 % comparé avec les 27,1 % au niveau national.
Bien que certaines personnes choisissent de ne pas répondre à la question du recensement concernant leur affiliation religieuse, 48,6 % n’ont pas de religion, 37,1 % sont chrétiens (en), 0,1 % ont des croyances religieuses Māori (en), 3,0 % sont hindouistes (en), 2,0 % sont musulmans, 3,2 % sont bouddhistes (en) et 1,3 % ont une autre religion.
Parmi ceux d’au moins 15 ans d’âge, 1 464 personnes (35,8 %) ont une licence ou un degré supérieur et 321 personnes (7,9 %) n’ont aucune qualification formelle. 
654 personnes (16,0 %) gagnent plus de 70 000 $ comparé avec les 17,2 % au niveau national. 
Le statut d’emploi de ceux d’au moins 15 ans est pour 2 076 personnes (50,8 %) ont un emploi à plein temps, 555 personnes (13,6 %) sont à temps partiel et 138 personnes (3,4 %) sont sans emploi.
| Nom              | surface (km2) | population | Densité (par km2) | logements | âge médian | revenus médian |
| ---------------- | ------------- | ---------- | ----------------- | --------- | ---------- | -------------- |
| Oteha East       | 0,77          | 3 210      | 4 169             | 1 098     | 35,5 ans   | 32 100 $       |
| Oteha West       | 0,53          | 1 902      | 3 589             | 567       | 32,7 ans   | 27 400 $       |
| Nouvelle-Zélande |               |            |                   |           | 37,4 ans   | 31 800 $       |

## Éducation
- L’école Oteha Valley School est une école publique, mixte, contribuant au primaire, allant de l’année 1 à 6 avec un effectif de 588 élèves en juin 2022[4]. L’école a ouvert en 2004[5].
- L’école City Impact Church School est une école mixte, assurant tout le primaire, allant de l’année 1 à 8  mais aussi l’école secondaire, allant de l’année 9 à 13, avec un effectif de       élèves pour le primaire et 588 élèves pour le secondaire en juin 2022[6],[7]. C’est une école privée chrétienne[8].